# طلوع سحر و جادو ۲
بازی  طلوع سحر و جادو ۲: زمان سایه ها (به انگلیسی: Dawn of Magic 2: Time of Shadows) در سال ۲۰۰۹ میلادی توسط شرکت روسی اسکای فالن اینترتینمنت  طراحی و به وسیلهٔ کالیپسو مدیا  در اروپا و تیک تو اینتراکتیو  در آمریکای شمالی منتشر گردید. این بازی دومین بازی از سری طلوع سحر و جادو می‌باشد که در ژانر نقش آفرینی و اکشن برای رایانه‌های شخصی مبتنی بر سیستم عامل ویندوز تولید شده‌است. این بازی در آمریکای شمالی با عنوان زمان سایه‌ها (Times of Shadows) شناخته می‌شود.

## گیم‌پلی

شخصیت بازی در حال اجرای جادوی توپ آتش

این بازی در ژانر اکشن و نقش آفرینی ساخته شده و نبردهای بازی به صورت همزمان می‌باشد. این بازی در اصطلاح جزو نقش آفرینی‌های غربی رده‌بندی می‌شود. مانند بازی اول تمرکز این قسمت هم بر روی جادوها و انجام آن‌ها می‌باشد. در کل ۱۲ کلاس جادوی مختلف در بازی قرار دارد مانند : آب، یخ و ... و بیش از ۱۰۰ نوع جادوی مختلف دیگر هم در بازی است که به صورت ترکیبی با جادوهای اصلی قابل استفاده می‌باشد. هر شخصیت در این بازی می‌تواند یک جادوی اصلی و یک جادوی فرعی انتخاب کند (مثلاً توپ‌های یخی به عنوان جادوی اصلی و آتش به عنوان جادوی فرعی). سلاح‌های مختلفی نیز در بازی وجود دارند که می‌توان با ترکیب آن‌ها با جادوها سلاحهای قویتری بدست آورد.
بازیباز در ابتدای بازی می‌تواند از بین چهار شخصیت یکی را انتخاب نموده و صفت خاصی را برای آن در نظر بگیرد (معمولی، خوب و شیطانی). صفت انتخاب شده در طول بازی تأثیرگذار بوده و گفتگوها، جستجوهای داخل بازی و حتی پایان‌های متفاوتی برای بازیباز ایجاد می‌کند. مانند همه بازی‌های نقش آفرینی بازیباز با نبرد و کشتن دشمنان و تکمیل کردن جستجوهای بازی، تجربه (experience) کسب می‌کند. اما برخلاف نقش آفرینی‌های متداول، هر مرحله کامل این بازی دارای سه زیرمرحله هم است. (بعنوان مثال: مرحله ۱. ۱+.۱++.۱+++) که بازیباز با رسیدن به هر زیرمرحله مقداری مهارت جادویی (spell point) و استعداد (talent) کسب می‌کند. و با تکمیل نمودن یک مرحله کامل قابلیت ارتقای خصوصیات فردی کاراکتر خود را هم پیدا می‌کند. (برای مثال افزایش هوش کاراکتر(intelligence)، قدرت و میزان انرژی کاراکتر).
بخش چند نفره بازی امکان بازی بین ۱۶ بازیباز رو به صورت همزمان ارائه می‌کند.

## داستان بازی
داستان بازی ۱۰ سال پس از اتفاقات بازی اول صورت می‌گیرد. پس از آنکه جادوگر فناناپذیر مودو (Modo) در بازی اول نتوانست زمین را تصرف کند و از شخصیت اصلی ان بازی شکست خورد، اکنون پس از گذشت ۱۰ سال مجدداً قدرت گرفته و سپاه عظیمی از تاریکی و سایه را برای تصرف کل زمین تدارک دیده‌است. وظیفه بازیباز در این قسمت پیدا نمودن علل این ناامنی و نجات مجدد زمین از دست لشکر سایه‌ها است.

## بازتاب‌ها
این بازی از طرف سایتهای معتبر نقد نگردیده‌است. اما در سایت گیم‌اسپات، کاربران این سایت امتیازات بسیار پایینی به بازی داده‌اند و بازی را ضعیف ارزیابی نموده‌اند و در کل میانگین امتیازات کاربران سایت گیم‌اسپات ۴٫۱ برای این بازی می‌باشد.
سایت آلمانی زبان گیم استار به بازی نمره ۷۰ از ۱۰۰ را داده‌است. این بازی از سایت گیم استار نمرات متوسطی در زمینه‌های گرافیک، موسیقی و اتمسفر گرفته اما در زمینه گیم پلی نمرات خوبی دریافت کرده‌است.

## مشخصات فنی

گرافیک ایزومتریک و سه بعدی بازی

- گرافیک: گرافیک این بازی از نمای سوم شخص می‌باشد و دوربین به صورت سه بعدی و ایزومتریک محیط کامل و وسیعی از بازی را به بازیباز نمایش می‌دهد. برای انجام این بازی یک کارت گرافیک با حداقل ۱۲۸ مگابایت رم و قابلیت پیکسل شیدر ۱٫۱ مورد نیاز می‌باشد. این بازی به صورت تمام صفحه بوده و تا حداکثر رزولوشن ۱۹۲۰ در ۱۲۰۰ پیکسل را پشتیبانی می‌نماید.[۴]